# Sharon Lawrence

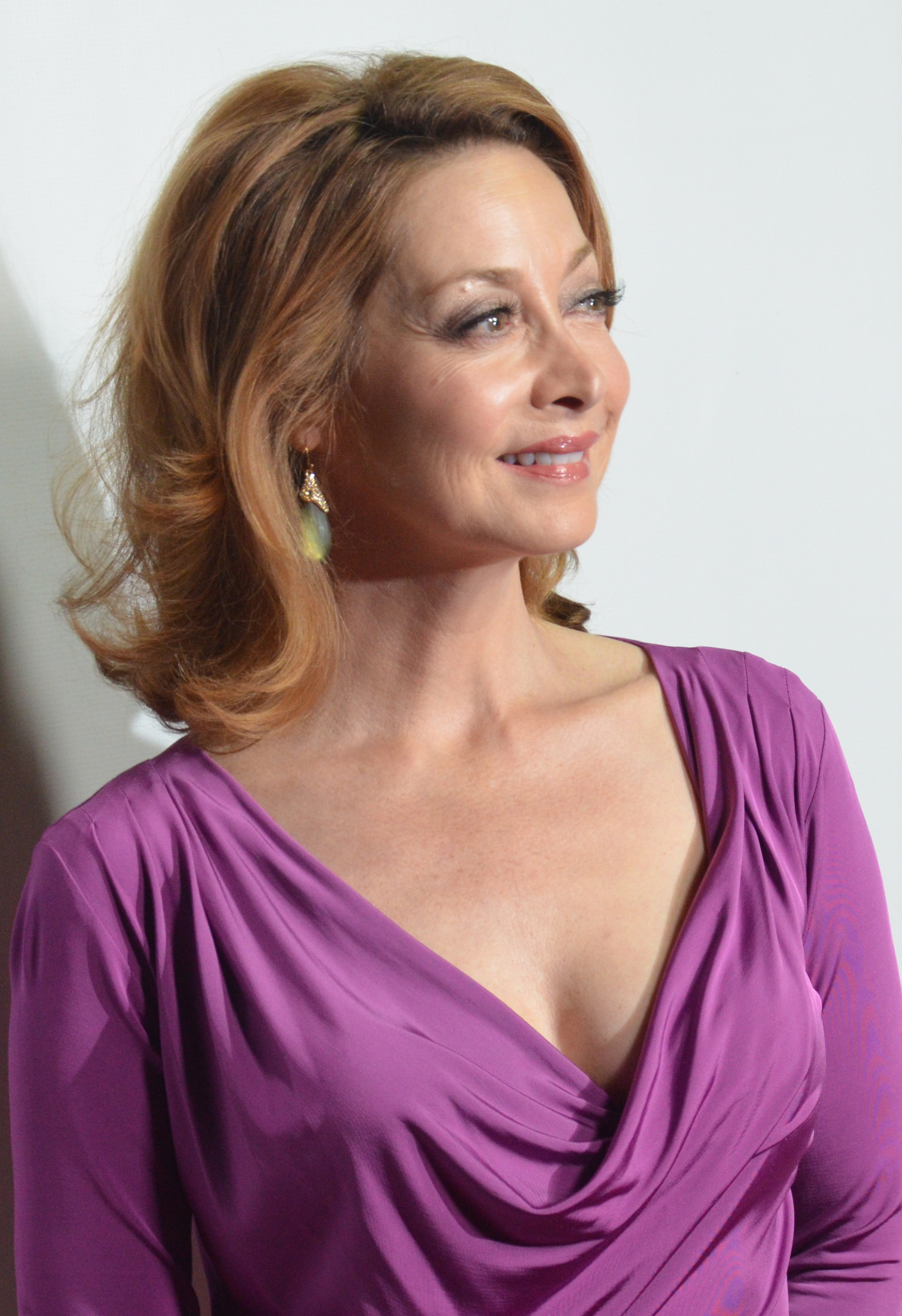
Sharon Lawrence (2013)

Sharon Elizabeth Lawrence (* 29. Juni 1961 in Charlotte, North Carolina) ist eine US-amerikanische Schauspielerin.

## Kurzbiografie
Sharon Lawrence wuchs in Raleigh, North Carolina auf und ist Absolventin der University of North Carolina at Chapel Hill.
Als Schauspielerin hatte sie häufig Gastauftritte in US-amerikanischen Serien, wie Boston Legal, Cheers, Law & Order: Special Victims Unit, Monk und Star Trek: Raumschiff Voyager. 1995 gewann sie zusammen mit dem Ensemble von New York Cops – NYPD Blue einen Screen Actors Guild Award in der Kategorie Bestes Schauspielensemble in einer Dramaserie. 2009 erhielt sie für ihren Gastauftritt als Mutter von Katherine Heigl in der Serie Grey’s Anatomy ihre vierte Emmy-Nominierung.
In den Hollywood-Heimspielen der World Poker Tour spielt Sharon Lawrence für den Alzheimer-Verein sowie für das Wohltätigkeitsprojekt ALS. Sie unterstützt außerdem den World Wildlife Fund zur Rettung der Polarbären und anderer Tiere.
Seit 2002 ist Sharon Lawrence mit Thomas Apostle verheiratet.

## Filmografie (Auswahl)
- 1993: Beverly Hills, 90210 (Fernsehserie, Folge 3x20)
- 1993: Cheers (Fernsehserie, Folge 11x24)
- 1993–1999: New York Cops – NYPD Blue (NYPD Blue, Fernsehserie, 71 Folgen)
- 1994: Bloodfist V: Human Target
- 1994: Der Preis der Rache (In the Line of Duty: The Price of Vengeance, Fernsehfilm)
- 1994: Sie kannte ihren Killer (Someone She Knows, Fernsehfilm)
- 1994: Bundles – Ein Hund zum Verlieben (The Shaggy Dog, Fernsehfilm)
- 1995: Entführt – Die furchtbare Wahrheit (The Face on the Milk Carton, Fernsehfilm)
- 1995: Star Trek: Raumschiff Voyager (Star Trek: Voyager, Fernsehserie, Folge 2x01)
- 1995: Verlorene Träume (The Heidi Chronicles, Fernsehfilm)
- 1996: Caroline in the City (Fernsehserie, Folge 1x16)
- 1996: Ich begehre deinen Sohn (A Friend’s Betrayal, Fernsehfilm)
- 1996: Stimmen aus dem Grab (The Uninvited, Fernsehfilm)
- 1997: Liebe aus zweiter Hand (The Only Thrill, Fernsehfilm)
- 1997: Fünf Stunden Todesangst (Five Desperate Hours, Fernsehfilm, auch Produzentin)
- 1997–1998: Kreativ sein ist alles (Fired Up, Fernsehserie, 28 Folgen)
- 1999: Aftershock – Das große Beben (Aftershock: Earthquake in New York)
- 1999: Blue Moon (Fernsehfilm)
- 1999–2001: Ladies Man (Fernsehserie, 30 Folgen)
- 2000: Tödliche Gerüchte (Gossip)
- 2001–2002: Wolf Lake (Fernsehserie, 8 Folgen)
- 2002: Atomic Twister – Sturm des Untergangs (Atomic Twister, Fernsehfilm)
- 2002: Law & Order: Special Victims Unit (Fernsehserie, Folge 4x01)
- 2002: Philly (Fernsehserie, 2 Folgen)
- 2003: Fly Cherry (Kurzfilm)
- 2003: Word of Honor (Fernsehfilm)
- 2004: Die Ex-Freundinnen meines Freundes (Little Black Book)
- 2004: Für alle Fälle Amy (Fernsehserie, Folge 5x21)
- 2004: Boston Legal (Fernsehserie, Folge 1x01)
- 2004–2005: Desperate Housewives (Fernsehserie, 3 Folgen)
- 2006: Fool Me Once (Kurzfilm)
- 2006: Augusta, Gone (Fernsehfilm)
- 2006: Alibi – Ihr kleines schmutziges Geheimnis ist bei uns sicher (The Alibi)
- 2006–2008: Monk (Fernsehserie, 4 Folgen)
- 2007: Hidden Palms (Fernsehserie, 8 Folgen)
- 2008: Green River: Die Spur des Killers (The Capture of the Green River Killer, Miniserie, 2 Folgen)
- 2008: Ghost Whisperer – Stimmen aus dem Jenseits (Fernsehserie, Folge 4x11)
- 2008: Dirt (Fernsehserie, Folge 2x03)
- 2008–2009: Privileged (Fernsehserie, 3 Folgen)
- 2008–2009: The Line (Fernsehserie, 15 Folgen)
- 2009: Community (Fernsehserie, Folge 1x11)
- 2009: Lass es, Larry! (Fernsehserie, Folge 7x02)
- 2009: Grey’s Anatomy (Fernsehserie, Folge 5x21)
- 2009: The Mentalist (Fernsehserie, Folge 2x12)
- 2009–2013: Drop Dead Diva (Fernsehserie, 6 Folgen)
- 2010–2011: One Tree Hill (Fernsehserie, 6 Folgen)
- 2011: The Glades (Fernsehserie, Folge 2x04)
- 2012: Middle of Nowhere
- 2012: Nuclear Family (Fernsehfilm)
- 2012–2014: Rizzoli & Isles (Fernsehserie, 6 Folgen)
- 2013: Body of Proof (Fernsehserie, Folge 3x10)
- 2014: Matador (Fernsehserie, 2 Folgen)
- 2014: Grace
- 2014: Meine Freundin Ana (Starving in Suburbia, Fernsehfilm)
- 2015: Die Vorsehung (Solace)
- 2016–2019: Shameless (Fernsehserie, 7 Folgen)
- 2017–2022: Queen Sugar (Fernsehserie, 4 Folgen)
- 2018–2022: Der Denver-Clan (2017) (Fernsehserie, 7 Folgen)
- 2019: Criminal Minds (Fernsehserie, 3 Folgen)
- 2020: L.A.’s Finest (Fernsehserie, 2 Folgen)
- 2020: The Christmas House (Fernsehfilm)
- 2021: Grave Intentions
- 2021: The Christmas House 2: Deck Those Halls (Fernsehfilm)
- 2021: Punky Brewster (Fernsehserie, 3 Folgen)
- 2021: Rebel (Fernsehserie, 6 Folgen)
- 2021–2023: Joe Pickett (Fernsehserie, 20 Folgen)
- 2021: Joe Pickett (Fernsehserie, 10 Folgen)
- 2024: Walker (Fernsehserie, 2 Folgen)